# Raillencourt-Sainte-Olle
Raillencourt-Sainte-Olle è un comune francese di 2 408 abitanti situato nel dipartimento del Nord nella regione dell'Alta Francia.

## Società

### Evoluzione demografica
Abitanti censiti